# Kasteel ten Boekel

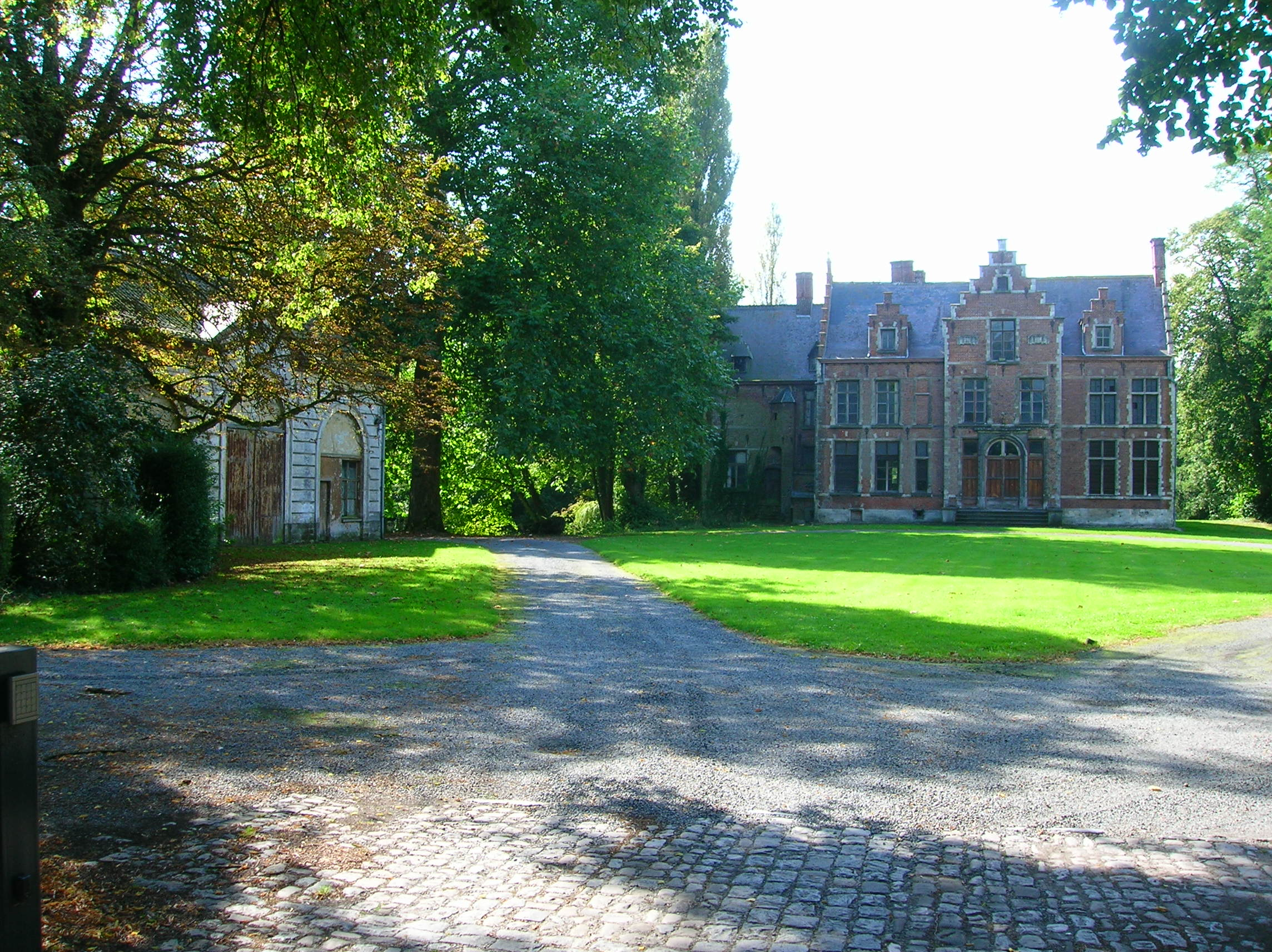
Kasteel ten Boekel

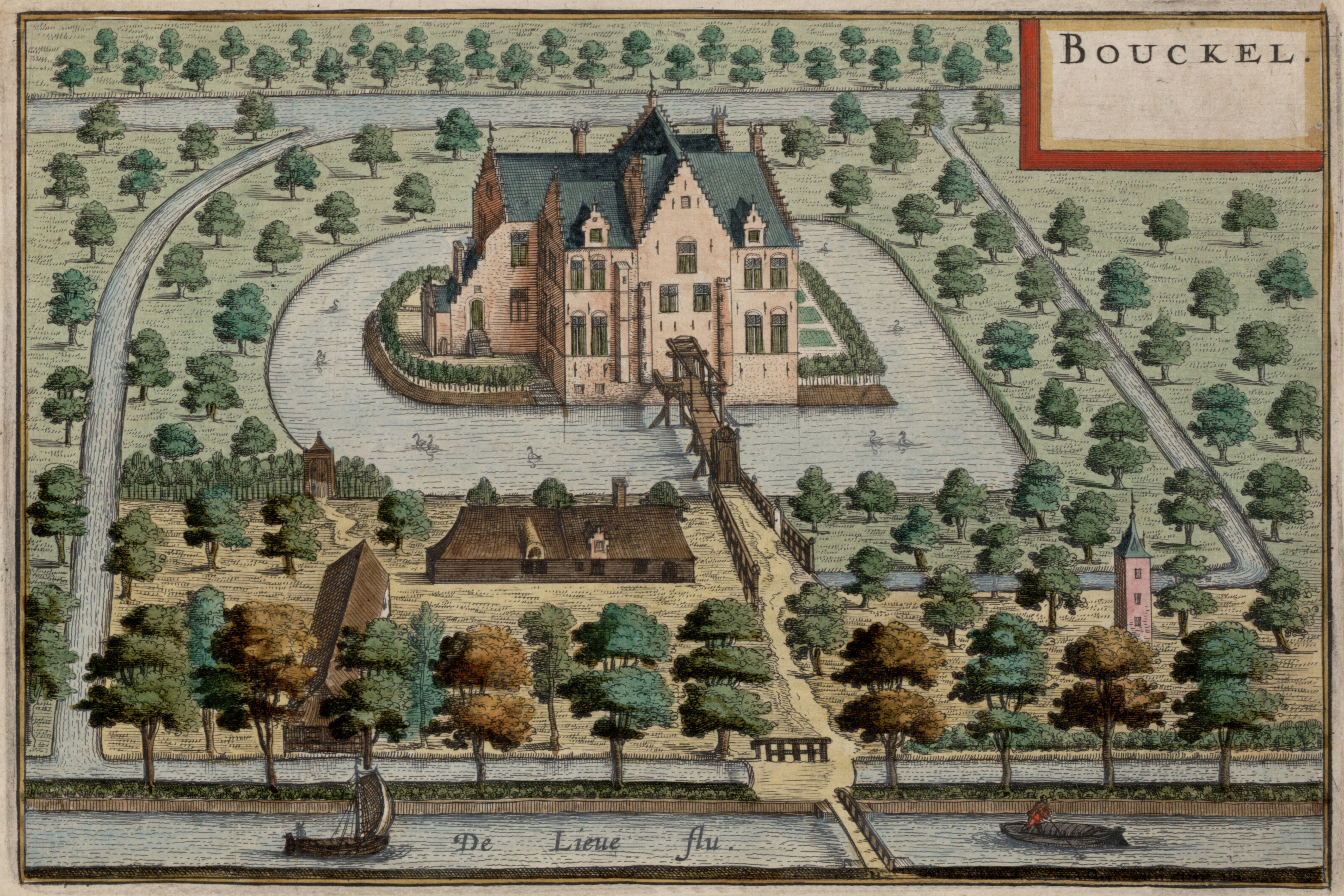
Kasteel ten Boekel volgens Sanderus in 1641

Het Kasteel ten Boekel is een kasteel en bijbehorend domein in de tot de Oost-Vlaamse gemeente Evergem behorende plaats Langerbrugge, gelegen aan de Burggravenlaan 3.

## Geschiedenis
Het aan de Burggravenstroom gelegen domein Wiendekin Gaver werd al in 1280 vermeld als een leen van de Sint-Baafsabdij met als leenman Boidin van der Spiegele.
In 1350 verkocht diens kleindochter Margeriete het goed aan Jan Borluut, die ook heer van Sint-Denijs-Boekel was, waardoor het zijn naam Castellum Bouckel kreeg.
In 1745 werd het verkocht aan de familie Van Zilzerling. Het kasteeltje, in 1761 een schoon kasteel ofte speelgoedt (lusthof, buitenverblijf), onlangs ten meerdere deele nieuwe gemaeckt, mitsgaeders eenen schoonen hof ende motte, rondomme bewalt met dobbel wallen, de welcke als connexiteyt hebbende met de Sassche vaert.
In 1770 kwam het goed in het bezit van Jean Caters, wiens dochter huwde met Jean de Bay en hun zoon Joseph restaureerde het in 1895.
Na de Eerste Wereldoorlog werd het kasteel verkocht aan de Centrales Electriques des Flandres.
Op het einde van de 20e eeuw kwam het in privéhanden.

## Domein
Voor het kasteel bevinden zich twee 18e-eeuwse dienstgebouwen. Verder is er een vierkante duiventoren, gedekt door een tentdak en vermoedelijk herbouwd zonder vlieggaten.
Tijdens de Eerste Wereldoorlog werden veel oude beuken geroeid, die in 1924 vervangen werden.

## Gebouw
Het kasteel verkeert nog grotendeels in de 17e-eeuwse toestand, hoewel het in de 18e eeuw en ook in 1895 werd verbouwd in de trant te zien op de tekening in Flandria illustrata van Antonius Sanderus. In 1787 kreeg het een huiskapel. De trapgevel in het midden van de voorgevel is een toevoeging uit 1895.
Op 9 oktober 1918 werd het door de Duitsers beschoten.

## Interieur
De grote hal heeft stucversiering in rococostijl en het salon bevat zeven wandtapijten welke diverse aanzichten van het kasteel in verschillende perioden verbeelden.